# Viktorija Rajicic
Viktorija Rajicic (* 7. April 1994 in Melbourne) ist eine ehemalige australische Tennisspielerin.

## Karriere
Rajicic spielt hauptsächlich auf Turnieren des ITF Women’s Circuit, bei denen sie bislang je zwei Turniersiege im Einzel und im Doppel erringen konnte. Jeweils mit einer Wildcard ausgestattet spielte sie von 2011 bis 2014 im Doppelwettbewerb der Australian Open.
Ihre besten Weltranglistenplatzierungen erreichte sie im Oktober 2013 mit Rang 279 im Einzel sowie im Februar 2014 mit Position 299 im Doppel.
Ihr bislang letztes internationale Turnier spielte Rajicic im Oktober 2017. Sie wird daher nicht mehr in der Weltrangliste geführt.

## Turniersiege

### Einzel
| Nr. | Datum         | Turnier   | Kategorie   | Belag     | Finalgegnerin | Ergebnis      |
| --- | ------------- | --------- | ----------- | --------- | ------------- | ------------- |
| 1.  | 10. März 2013 | Sydney    | ITF $10.000 | Hartplatz | Jessica Moore | 5:7, 6:3, 6:2 |
| 2.  | 31. März 2013 | Bundaberg | ITF $25.000 | Sand      | Yurika Sema   | 6:4, 6:3      |

### Doppel
| Nr. | Datum         | Turnier   | Kategorie   | Belag | Partnerin        | Finalgegnerinnen              | Ergebnis |
| --- | ------------- | --------- | ----------- | ----- | ---------------- | ----------------------------- | -------- |
| 1.  | 22. Juni 2013 | Niš       | ITF $10.000 | Sand  | Wiktorija Tomowa | Nerma Čaluk Tjaša Šrimpf      | 6:1, 6:2 |
| 2.  | 30. Juni 2013 | Prokuplje | ITF $10.000 | Sand  | Wiktorija Tomowa | Ema Mikulčić Dejana Raickovic | 6:2, 7:5 |